# ضياء الدين خليفة (كاتب)
ضياء الدين خليفة (22 أكتوبر 1994 – 30 أبريل 2022)، والمعروف باسمه الأدبي ضياء الدين، هو روائي، وكاتب مصري، حاز على جائزة نجيب محفوظ وجائزة لطيفة الزيات ثاني وطن عربي
وأول جامعات مصر وصدر له 5 روايات آخرهم رواية شفرة الدولفين. توفي في 30 أبريل 2022 بعد صراع مع مرض السرطان، وأثارت وفاته حالة من الحزن خيمت على المثقفين والأدباء العرب والمصريين بسبب صغر سنه.

## حياته
ولد بمدينة في محافظة الإسكندرية، وتخرج من كلية الهندسة في جامعة الإسكندرية وحصل على بكالوريوس الهندسة. وبدأت مسيرته الأدبية بعد أن تقدم بالمشاركة في مسابقة أدبية تابعة لكلية الزراعة في فرع الرواية برواية «حورس»، وفازت بعد ذلك الرواية بالمركز بالأول ثم صعدت على مستوى الجامعة وحققت أيضاً المركز الأول على مستوى الجامعات المصرية، وبعد ذلك تقدم أيضاً لمسابقة إبداع التابعة لوزارة الشباب والرياضة على مستوى الجمهورية.

## مؤلفاته
- رواية «حورس» عن دار المعارف 2018[4](ردمك 9789770286074)
- رواية «أمير بلاد السند» صدرت في 2019 عن دار المعارف.[4][5](ردمك 9789770288825)
- رواية «مقابر الأحياء» عن دار إبداع 2020.[4][5](ردمك 9789777792882)
- رواية «هومو» عن دار إبداع.[4][5]
- رواية «شفرة الدولفين» عن دار دون للنشر والتوزيع 2021.[4][5](ردمك 9789778062588)
- مجموعة قصصية «اعترافات» عن دار يافي للنشر والتوزيع 2021.[6]

## وفاته
توفي ضياء الدين بعد صراع مرير مع مرض سرطان المخ من الدرجة الرابعة، وقد استغاث الكاتب كثيراً عبر شبكات التواصل الاجتماعي مما دعى جميع أصدقائه والكتّاب والأدباء العرب إلى إنشاء حملة عبر منصات التواصل الاجتماعي ومطالبة وزارة الثقافة المصرية إلى سرعة علاجه بسبب التكاليف الباهظة للعلاج والتي لا يتحملها الكاتب، واستجابت وزارة الثقافة المصرية إلى تلك الحملة فور معرفتها بالأمر، ونُقل سريعاً إلى المستشفيات المتخصصة لهذا النوع من المرض، ولكنه تُوفي يوم 30 أبريل 2022، وأثار خبر وفاته صدمة كبيرة في الوسط الأدبي المصري إثر وفاته في هذا السن المبكر وبعد استقبال مولوده الأول.

## الجوائز
- جائزة نجيب محفوظ بمهرجان إبداع 2018.[9] الذي تنظمه وزارة الشباب عن روايته حورس[10]
- المركز الثاني على مستوى الوطن العربي[9] في مجال كتابة الرواية بمسابقة إبداع الشباب العربي التي نظمتها جامعة الدول العربية بالتعاون مع وزارة الشباب والرياضة 2019 عن روايته “أمير بلاد السند”.[10]
- المركز الأول على مستوى جامعات مصر عام   2019 عن روايته الثالثة “هومو”.[9][10]
- جائزة لطيفة الزيات 2020.[9] عن روايته الرابعة مقابر الأحياء.[10]
- المركز الأول لأكثر من مرة على مستوى جامعات مصر في مسابقة القصة القصيرة.[10]
- تكريم من دولة البحرين.[10]